# Calyptorhynchus
Calyptorhynchus Desmarest, 1826 è un genere di uccelli della famiglia Cacatuidae.

## Tassonomia
Comprende le seguenti specie:
- Calyptorhynchus banksii (Latham, 1790) - cacatua nero codarossa
- Calyptorhynchus baudinii Lear, 1832 - cacatua nero beccolungo
- Calyptorhynchus funereus (Shaw, 1794) - cacatua nero codagialla
- Calyptorhynchus lathami (Temminck, 1807) - cacatua nero lucente
- Calyptorhynchus latirostris Carnaby, 1948 - cacatua nero beccocorto